# Chapelle Notre-Dame-de-l'Espérance de La Rochelle
Pour les articles homonymes, voir Chapelle Notre-Dame-de-l'Espérance.
La chapelle Notre-Dame-de-l'Espérance est située dans le centre de La Rochelle entre la rue des Augustins et la rue Bazoges. Le rite tridentin, appelé aussi forme extraordinaire du rite romain, y est pratiqué. Elle appartient au prieuré Notre-Dame-du-Rosaire de Saint-Germain-de-Prinçay, lui-même dépendant de la Fraternité sacerdotale Saint-Pie-X. 
La chapelle est inscrite à l'inventaire supplémentaire des monuments historiques le 31 décembre 1985, y compris le retable.

## Historique
Un don fut octroyé à l'abbé Thibeau, alors curé de la cathédrale Saint-Louis, afin de fonder un couvent-fils de celui de la Sainte-Famille de Bordeaux. C'est ainsi qu'en 1855, les Sœurs de cette congrégation fondèrent leur maison après avoir fait transformer ce qui était à l'origine les bains Guillemet de la rue des Augustins.

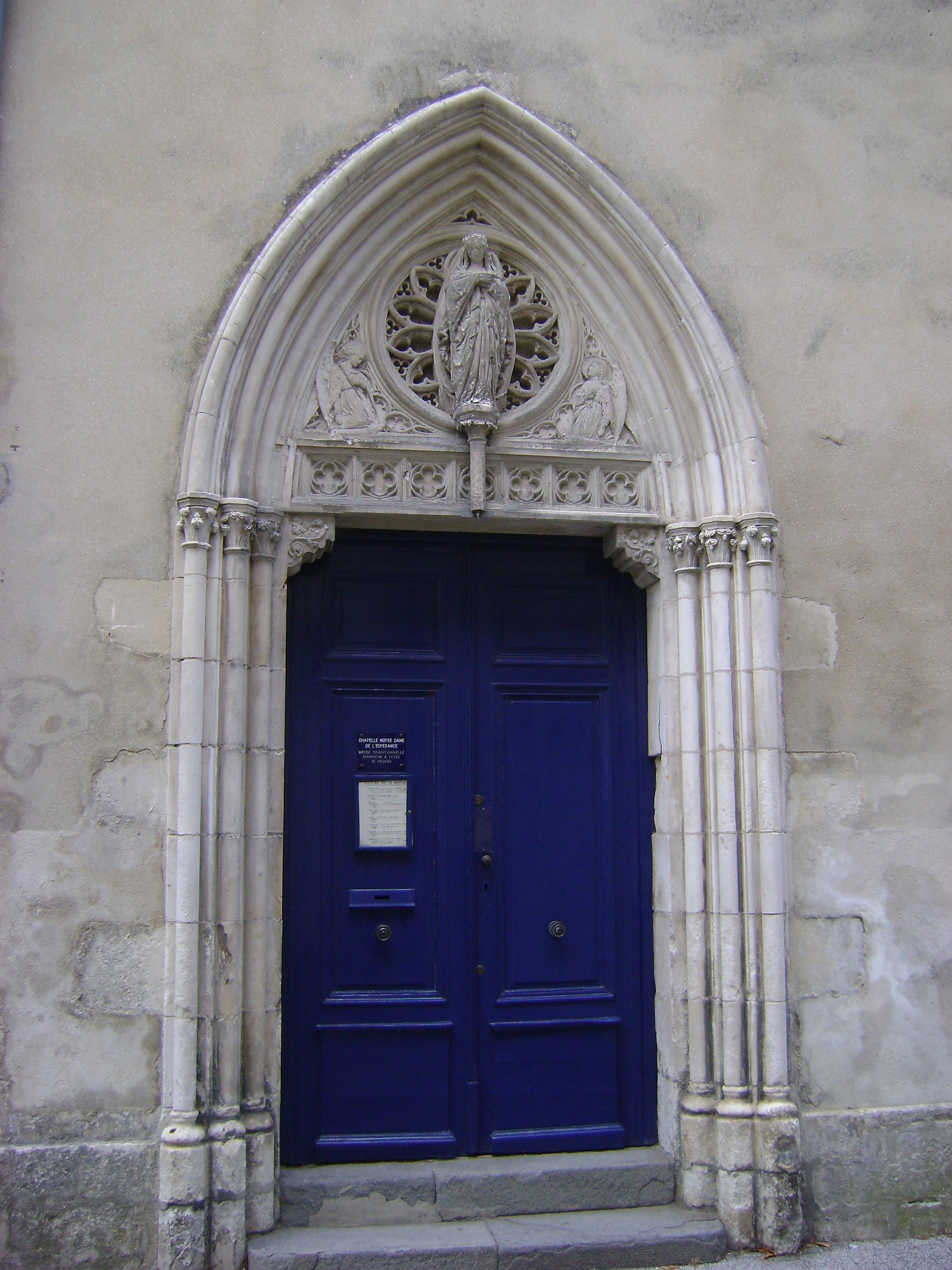
Porte de la chapelle.

Sept ans plus tard, la chapelle fut bénite par Jean-François Landriot, évêque de La Rochelle et Saintes. L'affectation du couvent aux Sœurs de la Sainte-Famille dura un peu plus d'un siècle car, en 1970, il fut dissous : l'immeuble fut revendu et divisé en appartements. Sa chapelle devint, quelques années plus tard, propriété d'une société de HLM. Parallèlement, des catholiques attachés à la messe selon le rite tridentin et qui, depuis 1975, transitaient par diverses chapelles de fortune, finissent par se regrouper légalement en l'association Saint-Pie-X.
À partir de 1981, cette association devint locataire de la chapelle de l'ancien couvent de la Sainte-Famille. Le prêtre officiant était généralement l'abbé Ernest Sire, prêtre diocésain parfois aidé par des confrères de la Fraternité sacerdotale Saint-Pie-X. En 1995, la société de HLM vendit la chapelle à l'association Saint-Pie-X. Puis, en juin 2010, ce fut la Fraternité sacerdotale Saint-Pie-X qui racheta celle-ci, à la suite du départ de l'abbé Sire.

## Description
La chapelle possède deux étages dont le second est constitué d'une tribune, pour chorale, ornée d'une barrière ogivale. Le sculpteur Félix-Alexandre Vételet l'a dotée de nombreux éléments néo-gothiques dont le plus notable est son retable pourvu de statues d'apôtres et de lancettes. Occupant la hauteur des deux étages, il est aussi remarquable pour sa Vierge située dans une rosace, gardée par deux anges et surmontant le tabernacle du maître-autel. La même motif (Vierge à la rosace, accompagnée de deux anges), mais exprimé différemment, se retrouve dans le tympan du portail. Enfin, les murs sont parés de boiseries de qualité.